# ولنتاین ۴۴۷
سیارک ۴۴۷ (به انگلیسی: 447 Valentine، نامگذاری:1899ES) چهارصد و چهل و هفتمین سیارک کشف شده‌است که در ۲۷ اکتبر ۱۸۹۹ و در هایدلبرگ کشف شد.
قدر مطلق سیارک برابر ۸٫۹۹ است.